# Nieczuja Dembińskich
Nieczuja Dembińskich – polski herb szlachecki, odmiana herbu Nieczuja.

## Opis herbu
W polu czerwonym ostrzew naturalna o trzech sękach z jednej i dwóch z drugiej strony, w skos.
W klejnocie ostrzew jak w godle, w słup.

## Najwcześniejsze wzmianki
Nieznane pochodzenie odmiany.

## Herbowni
Dembiński.